# Demon’s Crest
Demon's Crest (яп. デモンズブレイゾン -魔界村紋章編 Demon's Blazon — Makai-Mura Monshou Hen) — видеоигра жанра платформер-action с элементами RPG, разработанная и выпущенная компанией Capcom в 1994 году эксклюзивно для игровой приставки SNES. Является заключительной игрой в трилогии Gargoyle’s Quest, объединённой общим протагонистом — демоном-гаргульей Файрбранд, и являющейся в свою очередь спин-оффом игр серии Ghosts 'n Goblins, в которых Файрбранд выступал в роли одного из врагов главного героя.

## Сюжет
|                                                   |
|                                                   |
| Основная часть игры (сверху) и карта мира (снизу) |

Долгое время мир демонов и мир людей сосуществовали в гармонии. Но однажды с неба упали на землю в мире демонов шесть магических камней, воплощающих собой шесть элементов: огонь, вода, земля, воздух, время и небеса. Тот, в чьей власти находились волшебные камни, получал возможность пользоваться древними силами, позволявшеми контролировать демонов и людей, поэтому многие из демонов жаждали обладать ими. Так в мире демонов вспыхнула война за камни.
Наконец, один демон — гаргулья по имени Файрбранд, смог собрать все камни, кроме камня небес, которым обладал демон-дракон. В финальной битве Файбранд смог победить дракона и забрать последний камень, но он сам был сильно ранен в бою, и когда он летел домой, неизвестный демон напал на него, и Файрбранд потерял все свои камни, кроме камня огня. Теперь ему предстоит найти их снова, уничтожая каждого, кто встанет на его пути.

## Геймплей
В игровом плане Demon’s Crest представляет собой action-платформер с элементами RPG и во многом схожа со своей предшественницей Gargoyle’s Quest II. Основная часть игры проходит в стиле двухмерного боевого платформера, оформленного в мрачном хоррор-стиле, наподобие игр Chakan и Castlevania. Главный герой — Файрбранд, сражается с врагами, плюясь в них огнём, и собирает бонусные предметы. С помощью своих крыльев он может летать, правда только по горизонтали, а с помощью острых когтей — цепляться за стены. По мере продвижения Файрбранд становится всё сильнее, волшебные камни позволяют ему превращаться в различных демонов, каждый из которых сильный по своему. Кроме того, он может собирать талисманы, свитки с заклинаниями, волшебные напитки и амулеты огня (Crest of Fire), усиливающие огонь, которым Файрбранд плюётся в своих врагов.
Враги, как и игровые уровни, оформлены в соответствующем духу игры демоническом хоррор-стиле: призраки, летучие мыши, демоны, ожившие языки пламени и прочие адские создания. В конце каждого уровня игроку предстоит встретиться с одним из главных, особенно сильных противников.
Между игровыми этапами Файрбранд передвигается, летая над картой мира демонов, на которой кроме новых игровых уровней расположены магазины волшебных снадобий и заклинаний и места, где за добытые монетки можно сыграть в миниигры.
| Сводный рейтинг                      | Сводный рейтинг |
| Агрегатор                            | Оценка          |
| ------------------------------------ | --------------- |
| MobyRank                             | 85/100          |
| Иноязычные издания                   |                 |
| Издание                              | Оценка          |
| 1UP.com                              | B+              |
| AllGame                              | 4/5             |
| EGM                                  | 8,3/10          |
| GameFan                              | 97/100          |
| GamePro                              | 4,5/5           |
| GAF                                  | 10/10           |
| Retrogaming History                  | 9/10            |
| Game Players                         | 89/100          |
| Power Unlimited                      | 8,1/10          |
| Video Games & Computer Entertainment | 8/10            |
| Video Game Critic                    | C               |
| Nintendo Life                        | 9/10            |
| Super-NES.com                        | 8,5/10          |
| Honest Gamers                        | 8/10            |
| Flyingomelette                       | 2,5/5           |
| GameFAQs                             | 8,8/10          |

## Критика
Demon’s Crest получил высокие оценки почти во всех отзывах. Средняя оценка игры, по данным базы игр MobyGames, составляет 85 баллов из 100, по версии популярного интернет-портала GameFAQs — 8,8/10. На англоязычном информационном веб-сайте Allgame игра получила оценку 4/5.

### Рецензии
- В ноябрьском выпуске журнала GameFan[англ.] за 1994 год Demon’s Crest получила оценку 97/100 и была названа игрой года на SNES[2].
- Также достаточно высокую оценку 8,3/10 Demon’s Crest получила в октябрьском номере 1994 года американского журнала Electronic Gaming Monthly. Высокую оценку получили графика, геймплей и музыка игры. Небольшим минусом была названа необходимость каждый раз прерывать игру, чтобы сменить форму главного героя[2].
- Англоязычный веб-сайт GamesAreFun поставил Demon’s Crest максимальные 10/10, назвав игру одной из лучших на SNES и особо высоко оценив ролевую сторону игры — необходимость собирания всех доступных бонусов для получения идеального результата[9].
- Другой англоязычный веб-сайт — Nintendo Life, оценил приключения отважного демона в 9 баллов из 10. Визуальные эффекты и графика были названы идеальными для SNES, музыкальное сопровождение — замечательно соответствующим мрачному духу игры, а сама игра — превосходным дополнением для всех фанатов Ghosts 'n Goblins[10].
- Итальянский специализирующийся на классических видеоиграх веб-сайт Retrogaming History поставил игре оценку 9/10. По мнению рецензента, Demon’s Crest, со своим разнообразным геймплеем и примечательным дизайном стала самой примечательной игрой из серии Ghosts 'n Goblins того периода[11].
- Популярный англоязычный сайт 1UP.com поставил Demon’s Crest оценку B+, по шкале от F- до A+. Высокую оценку в рецензии получили все аспекты игры: графика, музыка и геймплей[12].
- Посвящённый игровой системе SNES веб-сайт Super-NES.com поставил Demon’s Crest 8,5 баллов из 10, в том числе: 7,5/10 за сюжетную линию и музыку/звук, 8/10 за качество управления и 9,5/10 за графическое оформление. Особенно высоко было оценено управление в игре, дающее полный контроль над главным героем и ролевая сторона игры, делающая Demon’s Crest одной из самых примечательных игр серии Ghosts 'n Goblins[13].

## Прочие факты
- 1 декабря 1997 года Demon’s Crest стала доступной для скачивания для специальных флеш-картриджей Nintendo Power[англ.][1].